# Słup (Lelkowo)
Pour les articles homonymes, voir Słup (homonymie).
Słup est un village polonais de la voïvodie de Varmie-Mazurie, dans le powiat de Braniewo.